# 마릭 요바

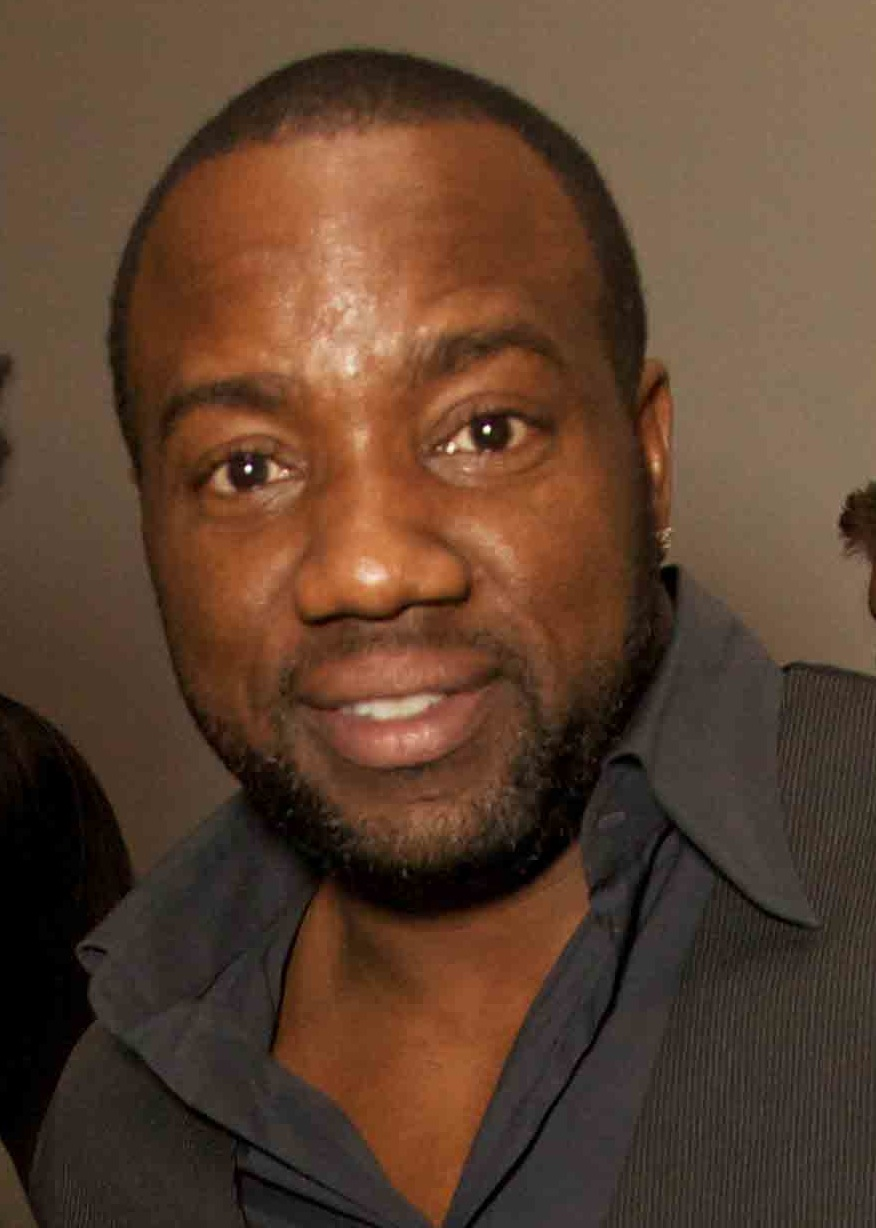

멀릭 요바(Malik Yoba, 영어 발음: /məˈliːk/, 1967년 9월 17일 ~ )는 미국의 배우, 가수이다.
브롱크스에서 태어났다.

## 출연 작품
- PMC: 더 벙커 (2018년) - 제럴드 역
- 틸 데스 두 어스 파트 (2017년)
- 파라독스 (2016년)
- 브라덜리 러브 (2015년)
- 턱스 & 케이커스 (2014년)
- 코트 온 테이프 (2013년)
- 베티 앤 코레타 (2013년)
- 얼리전스 (2012년) - 서긴트 하트 역
- 내가 왜 결혼했을까? 2 (2010년) - 게빈 역
- 라커웨이 (2007년)
- 내가 왜 결혼했을까? (2007년) - 게빈 역
- 데이아 저스트 마이 프렌즈 (2006년)
- 도둑 (2006년)
- 키즈 인 아메리카 (2005년) - 윌 드러커 역
- 오 해피 데이 (2004년)
- 크리미널 (2004년)
- 어레스티드 디벨롭먼트 (2003년)
- 할렘 아리아 (1999년)
- 라이드 (1998년)
- 캅 랜드 (1997년)
- 스모크 2 - 블루 인 더 페이스 (1995년)
- 스모크 (1995년)
- 쿨 러닝 (1993년) - 율 브레너 역

### 텔레비전
- 알파스 2 (2012년) - 빌 하켄 역